# Guven
Guven är en sjö i Sala kommun i Västmanland och ingår i Norrströms huvudavrinningsområde.